# Uscita di uno Stato membro dall'Unione europea
L'uscita di uno Stato membro dall'Unione europea è un diritto di ogni Stato membro dell'Unione europea (UE). Ai sensi dell'articolo 50 del trattato sull'Unione europea: «Ogni Stato membro può decidere di recedere dall'Unione conformemente alle proprie norme costituzionali».
Fino al 2020 nessuno Stato era mai uscito dall'organizzazione, anche se alcune dipendenze territoriali avevano lasciato l'Unione europea o la precedente Comunità economica europea; di questi, solo la Groenlandia aveva indetto un referendum sull'uscita dalla CEE, nel 1985. Nessuno Stato membro prima del 23 giugno 2016 aveva mai tenuto un referendum nazionale sul ritiro dall'Unione, anche se nel 1975 il Regno Unito organizzò un referendum sulla CEE in cui il 67,23% degli elettori scelse di rimanere nella Comunità. Il primo referendum nazionale sull'uscita dall'Unione si è tenuto il 23 giugno 2016 nel Regno Unito, in cui la maggioranza dei votanti (51,89%) si è espressa per l'uscita dall'Unione europea effettivamente avvenuta nel 2020.

## Procedura
Il trattato di Lisbona ha introdotto una clausola di recesso per gli Stati membri che intendono abbandonare l'Unione. Ai sensi dell'articolo 50 del trattato sull'Unione europea, uno Stato membro può notificare al Consiglio europeo la sua intenzione di separarsi dall'Unione e un accordo di ritiro viene quindi negoziato tra l'Unione europea e lo Stato. I trattati cessano di essere applicabili a tale Stato a partire dalla data di entrata in vigore dell'accordo o, in mancanza, entro due anni dalla notifica, a meno che lo Stato e il Consiglio europeo siano d'accordo nel prorogare tale termine. L'accordo è concluso a nome dell'Unione dal Consiglio e stabilisce le modalità per l'uscita, tra cui un quadro di riferimento per future relazioni dello Stato interessato con l'Unione. L'accordo deve essere approvato dal Consiglio, che lo delibera a maggioranza qualificata, previa approvazione del Parlamento europeo. Se un ex Stato membro cercasse di ricongiungersi con l'Unione europea sarebbe soggetto alle stesse condizioni di qualsiasi altro paese candidato.

## Storia

### Prima del trattato di Lisbona
Prima del trattato di Lisbona, in vigore dal 1º dicembre 2009 i trattati e il diritto dell'UE non prevedevano la possibilità da parte di uno Stato membro di ritirarsi volontariamente dall'organizzazione. La Costituzione europea aveva proposto tale disposizione e, dopo la mancata ratifica, questa è stata poi inclusa nel trattato di Lisbona. La convenzione di Vienna sul diritto dei trattati consente solo due casi in cui è possibile l'uscita:
1. Se tutte le parti riconoscono il diritto informale di farlo;
2. Nel caso in cui la situazione sia cambiata in modo così drastico al punto che gli obblighi di un firmatario siano stati radicalmente trasformati.

### Regno Unito
Il 23 giugno 2016 si è tenuto nel Regno Unito un referendum consultivo sulla permanenza nell'UE; il risultato referendario ha sancito l'intenzione di lasciare l'Unione con una maggioranza del 51,89%. Il processo di uscita dall'UE ha avuto ufficialmente inizio il 29 marzo 2017, con l'invocazione dell'articolo 50 del trattato sull'Unione europea da parte della premier britannica Theresa May nella lettera di notifica al presidente del Consiglio Europeo Donald Tusk. ed è terminato con il recesso alle 23 UTC del 31 gennaio 2020.

## Le regioni ultraperiferiche
L'articolo 355 del TFUE (6), introdotto dal trattato di Lisbona, consente che lo status dei territori d'oltremare francesi, olandesi e danesi sia cambiato più facilmente, non richiedendo più una completa revisione del trattato. In questo modo, il Consiglio europeo può, su iniziativa dello Stato membro interessato, modificare lo status di un paese o territorio d'oltremare (PTOM) in quello di regione ultraperiferica (OMR) o viceversa.
Alcuni territori dell'Unione europea hanno rotto ogni legame formale con l'UE quando hanno ottenuto l'indipendenza o hanno modificato il loro status come dipendenze di un paese membro, ottenendo maggiore autonomia. La maggior parte di questi territori possedevano uno status di territorio ultraperiferico o associato all'Unione e le leggi comunitarie vi erano in vigore solo parzialmente.

### Algeria
L'indipendenza dell'Algeria, che era parte integrante della Francia e quindi delle allora Comunità europee, nel 1962 è stata l'unica occasione in cui un territorio soggetto al trattato di Roma è diventato uno Stato indipendente.

### Groenlandia
La Groenlandia ha scelto di lasciare l'Unione europea anche senza dividersi dalla Danimarca. La Danimarca ha aderito alle Comunità Europee nel 1973 includendo anche la Groenlandia, sua dipendenza. Nel 1982 si è tenuto un referendum in Groenlandia, in cui la maggioranza degli elettori ha votato a favore dell'uscita dalla CEE. Dopo alcune dispute sui diritti circa la pesca, questa nazione costitutiva del Regno di Danimarca ha lasciato la CEE nel 1985, grazie al trattato sulla Groenlandia, firmato nel 1984, mantenendo però lo status di territorio associato all'Unione.

### Saint Barthélemy
Saint Martin e Saint-Barthélemy nel 2007 si separarono dalla Guadalupa (dipartimento d'oltremare della Francia) e divennero collettività d'oltremare della Francia, pur mantenendo lo status di regioni ultraperiferiche dell'Unione europea. Più tardi, i rappresentanti eletti dell'isola di Saint-Barthélemy hanno espresso il desiderio di “ottenere uno statuto europeo, che fosse più adatto al suo status previsto nelle legislazioni nazionali, in particolare data la sua lontananza dal continente, a causa della sua piccola economia insulare in gran parte dedicata al turismo e soggetto a difficoltà di approvvigionamento che ostacolano l'applicazione di alcune norme dell'Unione europea". La Francia, dunque, ha chiesto al Consiglio dell'Unione europea di modificare lo status di Saint-Barthélemy in quello di territorio associato all'Unione europea.
Tale modifica è in vigore dal 1º gennaio 2012.

## Sospensione di uno Stato membro dell'Unione europea
Anche se uno Stato può lasciare l'Unione europea, non è previsto che venga escluso. Ma l'articolo 7 del trattato sull'Unione europea prevede la sospensione di taluni diritti di uno Stato membro, se un utente (Stato) attua persistentemente violazioni circa i principi fondatori dell'UE (libertà, democrazia, diritti umani e così via, delineato nell'articolo 2 del TUE). Il Consiglio europeo può votare per sospendere i diritti di appartenenza. 
L'identificazione ufficiale di una violazione richiede l'unanimità (escluso lo Stato interessato), ma le sanzioni richiedono solo una maggioranza qualificata. Lo Stato in questione sarebbe ancora vincolato dagli obblighi dei trattati e il Consiglio, deliberando a maggioranza, potrebbe modificare o revocare tali sanzioni. Il trattato di Nizza ha incluso un meccanismo di prevenzione in base al quale il Consiglio, deliberando a maggioranza, può identificare una potenziale violazione e formulare raccomandazioni allo Stato per porvi rimedio prima che si intervenga contro di esso. 
Tuttavia i trattati non prevedono alcun meccanismo per espellere uno Stato membro a titolo definitivo. L'idea è apparsa nella stesura della Costituzione europea e in quella del trattato di Lisbona, ma non ne è inclusa tuttora. Ci sono una serie di considerazioni che rendono impraticabile una tale disposizione. In primo luogo, l'uscita dall'UE di uno Stato membro richiederebbe modifiche ai trattati, e tali modifiche richiedono l'unanimità. In secondo luogo, è legalmente complicato, e i negoziati per l'uscita richiederebbero molto tempo. In terzo luogo, il concetto di espulsione va contro lo spirito dei trattati.